# CHIP-8
CHIP-8 — інтерпретована мова програмування, розроблена Йосипом Вайзбекером. Спочатку вона використовувалася на 8-бітних мікрокомп'ютерах COSMAC VIP і Telmac 1800 в середині 1970-х. Програми CHIP-8 виконуються у віртуальній машині CHIP-8. Це значно полегшило програмування відеоігор для вищенаведених комп'ютерів.
Приблизно через двадцять років після створення інтерпретатора CHIP-8 з'явилися інтерпретатори для деяких моделей графічних калькуляторів.
Активна спільнота користувачів і розробників існувала у кінці 1970х, починаючи від ARESCO'вської розсилки «VIPer», перші три випуски якої були присвячені машинному коду інтерпертатора CHIP-8.

## Застосунки CHIP-8

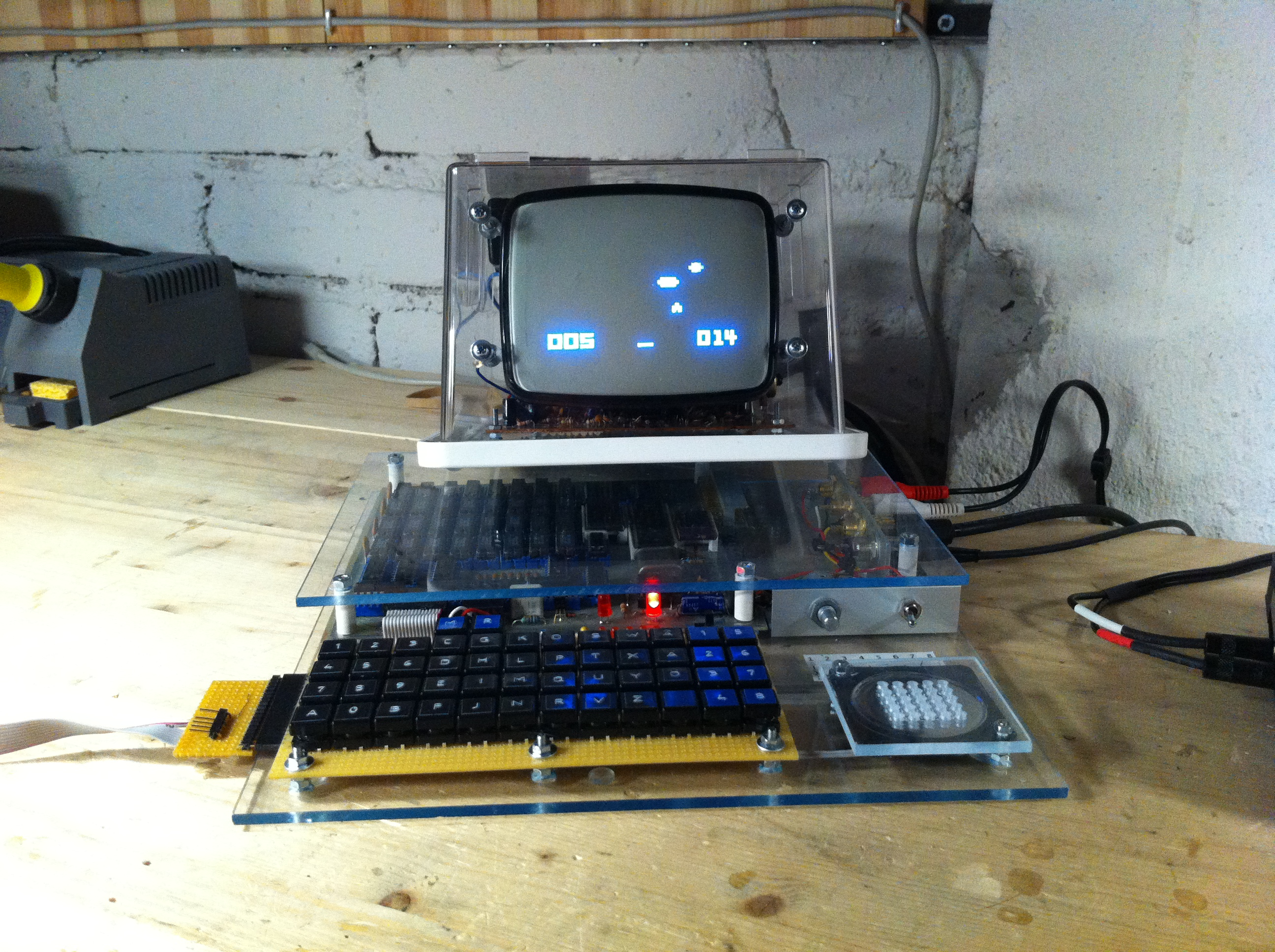
Мікрокомп'ютер Telmac 1800 з запущеною грою Space Intercept, написаною для CHIP-8 (автор гри — Joseph Weisbecker, 1978)

Багато класичних відеоігор портовано на CHIP-8, наподобі Pong, Space Invaders, Tetris і Pac-Man. Існує також генератор випадкових лабіринтів. Ці програми знаходяться в суспільному надбанні і легко знаходяться в Інтернеті.

## CHIP-8 сьогодні
Реалізації CHIP-8, так само, як і засоби розробки, існують для майже всіх платформ, які можна уявити. Проте існує лише невелика кількість ігор для CHIP-8.
CHIP-8 має нащадка — SCHIP (скор. з англ. Super Chip), якого розробив Ерік Бринц. У 1990 році було створено інтерпретатора CHIP-8 для графічного калькулятора HP-48, що називається CHIP-48 і який полегшив розробку ігор. Це розширення CHIP-8 стало відомим як SCHIP. Воно забезпечувало більшу роздільну здатність і декілька додаткових опкодів, що полегшували програмування. Інтерпретатор CHIP-48 допоміг CHIP-8 здобути нинішню популярність.
Наступною дуже поширеною розробкою (яка популяризувала S/CHIP-8 на багатьох інших платформах) був емулятор Девіда Вінтера, дизасемблер, та розширений технічний довідник, що містив повний список недокументованих можливостей і опкодів. Довідник швидко поширився між спільнотами ентузіастів. Багато нижченаведених емуляторів використовували ці напрацювання як початкову точку руху.

## Виноски
1. ↑  
VIPER for RCA VIP owner. Intelligent Machines Journal (InfoWorld). InfoWorld Media Group. 11 грудня 1978. с. 9. Процитовано 30 січня 2010.